# Rover (ishockey)

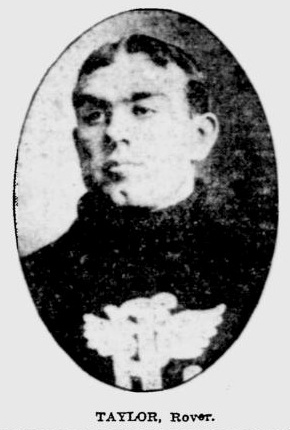
Cyclone Taylor spelade framgångsrikt på roverpositionen.

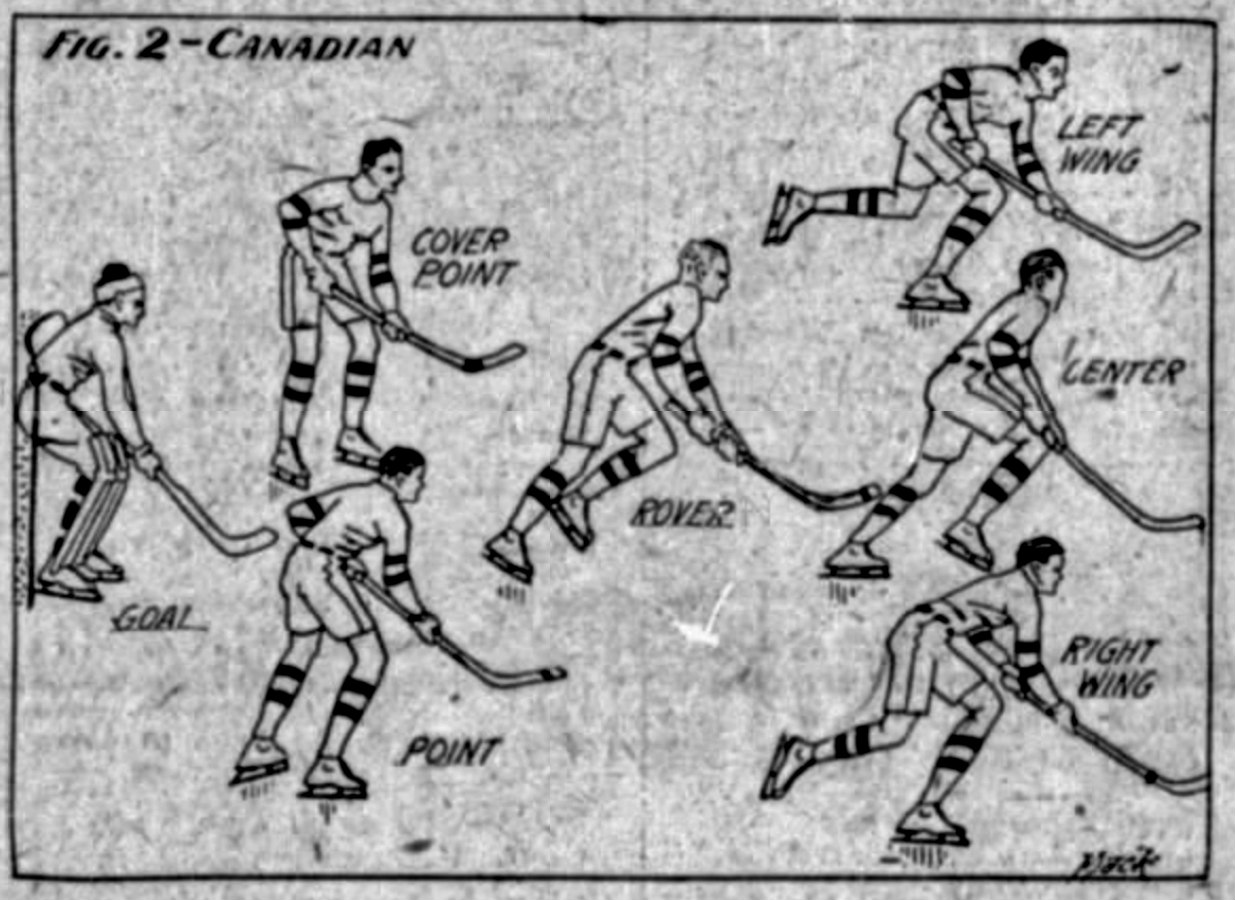
Ishockeyformation från 1912 (Boston Globe) som visar rovern mellan försvarsspelare och anfallsspelare.

Rover var en spelarposition inom ishockeyn som förekom under sportens begynnelse i slutet på 1800-talet samt under början på 1900-talet, då ishockeyn spelades med sju positioner: en målvakt, två försvarsspelare, tre anfallsspelare samt en rover. Rovern hade, till skillnad från de andra spelarpositionerna, ingen fast position på isen utan hade en friare roll, dock oftast med en utgångspunkt mellan försvarsspelarna och anfallsspelarna.

## NHA, PCHA och WCHL
National Hockey Association, föregångsligan till NHL, frångick att spela med en rover under ligans tredje säsong 1911–12, främst för att öppna upp mer spelyta och göra spelet snabbare. NHA:s konkurrerande liga på den nordamerikanska västkusten, Pacific Coast Hockey Association, hade dock kvar spelarpositionen över säsongen 1921–22. Att de två ligorna spelade med olika många spelare på isen medförde att Stanley Cup-finalerna mellan 1914 och 1922, där varsitt lag från de båda ligorna möttes, fick spelas varannan match med NHA-regler och varannan match med PCHA-regler.
Även Western Canada Hockey League, den tredje stora professionella ishockeyligan under det tidiga 1920-talet, spelade med en rover under sin första säsong 1921–22 men frångick att spela med sju spelare samtidigt som PCHA säsongen 1922–23.

### Spelare
En berömd spelare som spelade stora delar av sin professionella karriär som rover var Frederick "Cyclone" Taylor, som bland annat representerade Vancouver Millionaires i PCHA. Andra namnkunniga spelare som spelade på positionen under sina respektive karriärer var Hobey Baker, Newsy Lalonde, Mickey MacKay, Lester Patrick, Didier Pitre, Si Griffis, Fred Whitcroft, Bruce Stuart, Tommy Dunderdale och Jack Walker.